# Coelogyne confusa
Coelogyne confusa är en orkidéart som beskrevs av Oakes Ames.
Coelogyne confusa ingår i släktet Coelogyne och familjen orkidéer. Inga underarter finns listade i Catalogue of Life.